# Jonathan (phim 2016)
Jonathan là một bộ phim Đức năm 2016 được đạo diễn bởi Piotr J. Lewandowski. Phim được chiếu trong phần Toàn cảnh tại Liên hoan phim quốc tế Berlin lần thứ 66.

## Diễn viên
- Jannis Niewöhner vai Jonathan
- André Hennicke vai Burkhard
- Julia Koschitz vai Anka
- Thomas Sarbacher vai Ron
- Barbara Auer vai Martha
- Max Mauff vai Lasse
- Leon Seidel vai Maik